# جورجینا میس
دِیم جورجینا مِری میس (انگلیسی: Georgina Mace; ۱۲ ژوئیهٔ ۱۹۵۳ – ۱۹ سپتامبر ۲۰۲۰) اکولوژیست و دانشمند حفاظت محیط زیست بریتانیایی بود. او استاد تنوع زیستی و اکوسیستم‌ها در دانشگاه کالج لندن و پیش از آن استاد علوم حفاظت و مدیر مرکز زیست‌شناسی جمعیت شورای تحقیقات محیط زیست طبیعی (NERC) در امپریال کالج لندن (۲۰۱۲–۲۰۰۶) و مدیر علمی انجمن جانورشناسی لندن (۲۰۰۶–۲۰۰۰) بود. وی همچنین برندهٔ جوایزی همچون مدال لینه‌ای، همکار انجمن سلطنتی، بانوی فرمانده نشان امپراتوری بریتانیا، و افسر نشان امپراتوری بریتانیا شده است.

## تحصیلات
جورجینا میس در منطقه لویشام لندن متولد شد. پدرش دکتر بیل ماچی، روماتولوژیست و مادرش جوزفین ماچی، پرستار بود. او در مدرسه دخترانه سیتی آو لندن تحصیل کرد و سپس در دانشگاه لیورپول مدرک کارشناسی علوم خود را در سال ۱۹۷۶ دریافت کرد. در سال ۱۹۷۹، او دکترای خود را در زمینه اکولوژی تکاملی پستانداران کوچک از دانشگاه ساسکس تحت نظارت پل اچ. هاروی اخذ کرد.

## تحقیقات و حرفه
تحقیقات میس عمدتاً بر اندازه‌گیری روندها و پیامدهای کاهش تنوع زیستی و تغییرات اکوسیستم متمرکز بود. او کار خود را در مؤسسه اسمیتسونین آغاز کرد و تأثیر درون‌آمیزی در مجموعه‌های جانورشناسی را مطالعه کرد. میس این کار را ادامه داد و با مطالعه قابلیت بقای جمعیت در باغ‌وحش‌ها، به تحقیق در زمینه اکولوژی جمعیت در اسارت پرداخت. او اظهار داشت: «هیجان‌انگیز بود که بتوانم مشارکت‌های علمی کمّی در حفاظت داشته باشم.»
او رئیس انجمن اکولوژی بریتانیا، رئیس انجمن زیست‌شناسی حفاظت و عضو کمیته علمی دیورسیتاس بود. میس از سال ۲۰۰۸ تا ۲۰۱۰ سردبیر مجله معاملات فلسفی انجمن سلطنتی (سری B، علوم زیستی) بود.
در سال ۲۰۰۰، میس به عنوان مدیر علمی مؤسسه جانورشناسی لندن منصوب شد و در این مدت نقش کلیدی در توسعه معیارهای فهرست‌بندی گونه‌ها در فهرست سرخ IUCN ایفا کرد. این فهرست، جامع‌ترین فهرست وضعیت حفاظت گونه‌های جهان است که به حفظ تنوع زیستی جهانی کمک می‌کند و توسط اتحادیه بین‌المللی حفاظت از طبیعت (IUCN) مدیریت می‌شود. قبل از این تغییرات، فهرست سرخ بر اساس نظرات کارشناسان بود نه داده‌ها. تغییراتی که میس و همکارانش آغاز کردند، ۱۰ سال طول کشید تا توسط IUCN اجرایی شود. بسیاری از انتشارات فهرست سرخ منطقه‌ای اکنون بر اساس همین معیارها هستند که تغییرات آب‌وهوا و سایر عوامل محیطی را در تعیین تهدیدات انقراض در نظر می‌گیرند. از سال ۲۰۰۲، او و همکارانش روش‌هایی برای ارزیابی تنوع زیستی و خدمات اکوسیستمی که ارائه می‌دهد، ایجاد کرده‌اند و تغییرات تنوع زیستی که به‌طور مقدماتی توسط شاخص فهرست سرخ اندازه‌گیری شده است.
میس همچنین به‌طور فعال در بخش‌های تنوع زیستی «ارزیابی اکوسیستم هزاره» که از سال ۲۰۰۲ تا ۲۰۰۵ انجام شد، مشارکت داشت. میس گفت: «تمام شواهد تا به امروز نشان می‌دهد که وقتی جوامع تصمیم به حل یک مشکل می‌گیرند، عموماً می‌توانند این کار را انجام دهند.»
در سال ۲۰۰۶، میس مدیر مرکز زیست‌شناسی جمعیت NERC امپریال کالج در سیلوود پارک شد. پس از سال ۲۰۱۲، میس به عنوان مدیر مرکز تحقیقات تنوع زیستی و محیط زیست (CBER) در دانشگاه کالج لندن فعالیت کرد. او همچنین سردبیر آکادمیک مجله پلوس بیولوژی، مجله دسترسی آزاد آنلاین بود و از سیاست دسترسی آزاد به انتشارات علمی حمایت می‌کرد.
در سال ۲۰۱۸، میس به عنوان عضو کمیته انطباق کمیته تغییرات آب‌وهوایی منصوب شد و به دولت‌های بریتانیا و تفویض‌شده در مورد پیشرفت‌های حاصل‌شده در آماده‌سازی و انطباق با تأثیرات تغییرات آب‌وهوایی مشاوره داد. میس همچنین به‌طور فعال در بخش تنوع زیستی «ارزیابی اکوسیستم هزاره» که از سال ۲۰۰۲ تا ۲۰۰۵ انجام شد، شرکت داشت. میس اظهار کرد که «همه شواهد تا به امروز این است که وقتی جوامع ذهن خود را برای حل یک مشکل معطوف می‌کنند، به‌طور کلی می‌توانند آن را انجام دهند.»